# 周立波

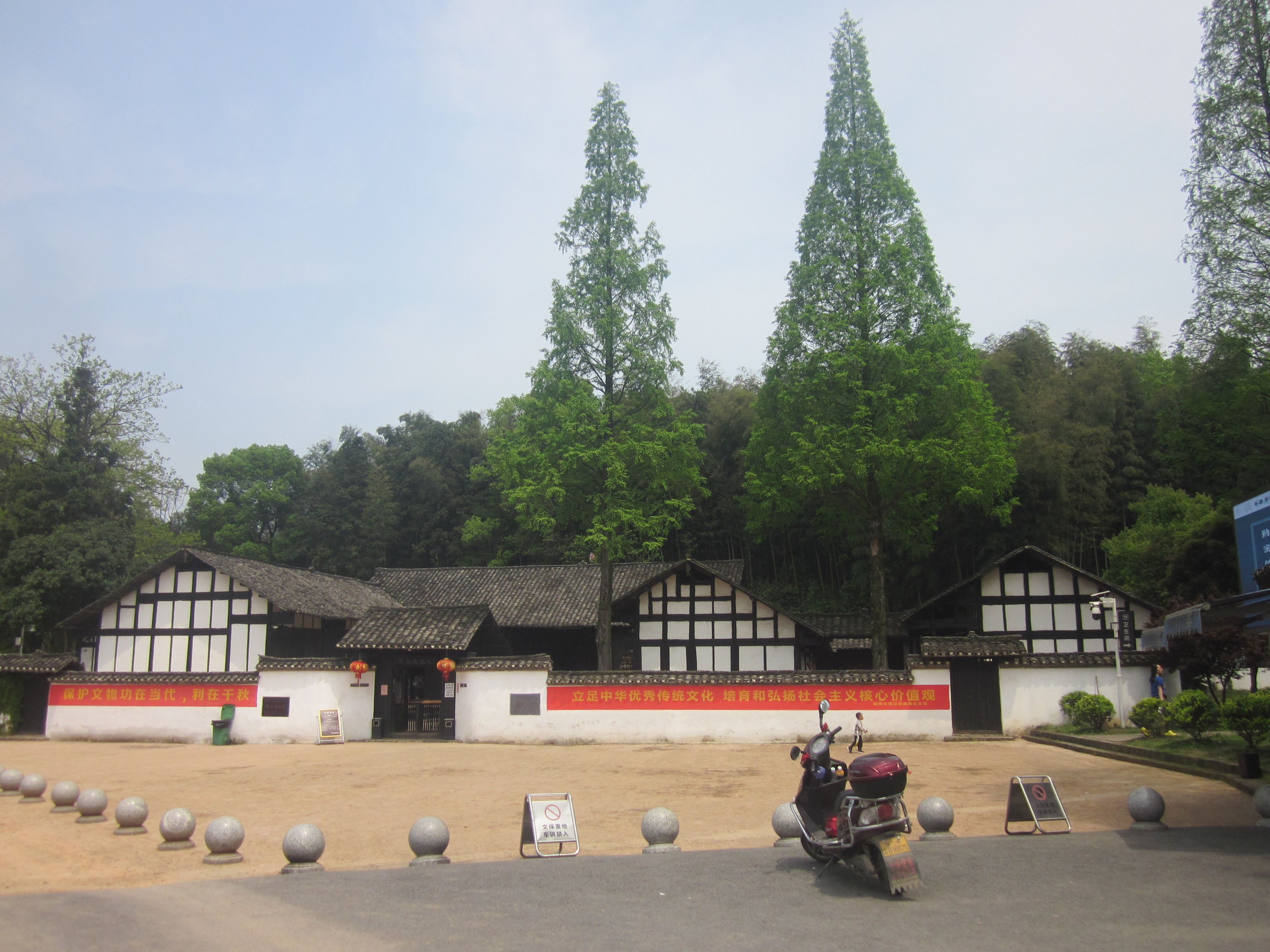
周立波故居。

周 立波（しゅう りつは、拼音:Zhōu Lìbō、1908年8月9日 - 1979年9月25日）は、中華人民共和国の小説家。本名は周紹儀。最初の名は周鳳翔、周菶梧。筆名は張一柯、張尚斌。代表作に小説『暴風驟雨』『山郷巨変』。

## 略歴
1908年8月9日、湖南省益陽県鄧石橋郷（現在の湖南省益陽市赫山区謝林港鎮清渓村）で生まれた。益陽県第一高等小学堂を経て、1924年、長沙省立第一中学に進学。1929年に上海労働大学に合格した。
1932年2月に宣伝扇動ストによって2年間投獄された。1934年10月に中国左翼作家連盟に参加し、1935年に中国共産党に加入した。1937年から1938年まで中国共産党の本拠地である晋察冀辺区に行き、その後武漢に滞在、さらに、湖南や沅陵などで共産党の活動を行う。
1939年5月、桂林で「救亡日報」の編集者、同年11月に延安の魯迅芸術学院で働き、論文「阿Qを論ず」、小説「記念」、「夏の夜」、「雀」などを書いている。
1944年11月、南征に従軍し湖南省と広東省に赴いた。1946年10月、土地改革に参加するために中国東北部へ行く。
1948年12月、『暴風驟雨』を発表。1966年、毛沢東の1959年の韶山訪問を宣伝するエッセイ「韶山の祭り」を発表した。この記事のせいで文革中に迫害され、5年間投獄された。 1973年に釈放され、1975年に治療のため北京に行った。
1978年3月23日、羅瑞卿は人民日報に記事を掲載し、「韶山の祭り」は上場の際に楊開慧（毛沢東の妻、1930年に長沙で国民革命軍の一系統である湖南軍の指導者・何鍵により銃殺された。当時、彼女はまだ29歳だった。）について言及したため批判されたと述べた。江青の嫉妬で「韶山の祭り」事件はでっち上げられた。
文化大革命（文革）では激しい批判を受けたが、文革後に名誉を回復する。
1978年6月に発表した短篇小説『湘江一夜』が全国短篇小説賞一等賞を受賞した。
1979年9月25日に北京において71歳で病没。

## 著作
- 『暴風驟雨』
  - 周立波 著、鹿地亘、安島彬 訳『暴風驟雨 上巻』ハト書房、1951年。doi:10.11501/1659629。
- 『山郷巨変』
  - 周立波 著、西城秀枝 訳『山郷巨変 上』新日本出版社〈中国革命文学選〉、1964年。doi:10.11501/1672220。
  - 周立波 著、西城秀枝 訳『山郷巨変 下』新日本出版社〈中国革命文学選〉、1965年。doi:10.11501/1672540。
  - 周立波 著、西城秀枝 訳『山郷巨変 上』新日本出版社〈中国革命文学選〉、1964年。doi:10.11501/1672220。
- 『山那辺人家』
- 『鉄水奔流』
  - 周立波 著、三好 一、池田幸子 訳『奔流 (三一新書)』三一書房、1956年。doi:10.11501/1663301。
- 『禾場上』
- 『桐花没有開』
- 『掃盲志異』